# 岐阜市立日野小学校
岐阜市立日野小学校（ぎふしりつ ひのしょうがっこう）は、岐阜県岐阜市日野北1丁目にある公立小学校。

## 概要

### ミライノウタ
（作詞：岐阜市立日野小学校全校児童・香理　作曲：香理）
2011年（平成23年）3月11日に東日本大震災が発生。同年9月より「ミライノウタプロジェクト」としてシンガーソングライターの香理と当校児童とともに東日本大震災で被害を受けた子ども達に向けてメッセージソングを作り、届けるというもの。
2012年2月28日に気仙沼市立松岩小学校（宮城県）へ贈られた。

## 沿革
- 1874年（明治7年）3月 - 厚見村日野村に果能舎として開校。誓源寺[注釈 1]を仮校舎とする。
- 1876年（明治9年） - 果能義校に改称する。
- 1878年（明治11年） - 移転。
- 1886年（明治19年） - 日野簡易科小学校に改称される。
- 1891年（明治24年） - 日野尋常小学校に改称する。
- 1897年（明治30年） - 厚見郡、各務郡、方県郡の一部と合併して稲葉郡となる。
- 1916年（大正5年） - 日野尋常高等小学校に改称する。
- 1919年（大正8年） - 農業補習学校を併設する。
- 1931年（昭和6年）4月1日 - 日野村が岐阜市に編入される。
- 1936年（昭和11年） - 現在地に新築移転。
- 1941年（昭和16年）4月1日 - 日野国民学校に改称する。
- 1947年（昭和22年）4月1日 - 岐阜市立日野小学校に改称する。
- 1971年（昭和46年） - 新校舎（鉄筋コンクリート造。現・北舎）が完成。
- 1973年（昭和48年） - 校舎を増築。
- 1980年（昭和55年） - 校舎（現・本館）、体育館が完成。
- 1991年（平成3年） - プールが完成。
- 1992年（平成4年） - 校舎を増築。
- 2012年 (平成24年) - 被災地の子供達を勇気付けるミライノウタが誕生する。

## 校区
日野、日野南1～9丁目、日野東1～8丁目、達目洞、日野北1～7丁目、日野西1～4丁目、日野榎、日野大松、日野お山下、日野菊川、日野金王、日野鈴虫、日野舟付

## 進学先中学校
- 岐阜市立長森中学校

## 交通アクセス
- 岐阜バス

岐阜日野線「JAぎふ日野支店前」バス停より徒歩約5分。
- ひのっこバス「日野小学校東」バス停より徒歩約2分。

## 校区周辺
- 長良川
- 日野警察官駐在所

## 関係者

### 出身者
- 香理（シンガーソングライター）